# Margaret Dix
Pour les articles homonymes, voir Dix (homonymie).
Margaret Ruth Dix (1902 - 9 décembre 1991) est une médecin otologue britannique. Avec Charles Skinner Hallpike, elle publie d'importantes recherches sur le vertige et créé le test de Dix-Hallpike.

## Biographie
Margaret Ruth Dix naît en 1902, elle est la fille d'un pasteur du Shropshire et sa mère est atteinte de surdité. Elle fréquente la Sherborne School pour Filles. Elle étudie la médecine à la Royal Free Hospital School of Medicine et obtient son Bachelors of Medicine and Surgery en 1937. Elle commence ensuite sa formation de chirurgien, mais en 1940, elle est blessée lors d'un raid aérien pendant le Blitz qui la défigure et lui laisse des morceaux de verre dans les yeux, la forçant à abandonner sa carrière chirurgicale. Bien que traitée par l'éminent pionnier de la chirurgie plastique, Sir Archibald McIndoe, elle gardera des cicatrices et des problèmes de vue.
En 1945, Dix rejoint l'Unité de recherche otologique du Conseil de recherches médicales de l'Hôpital national de neurologie et de neurochirurgie, étudiant la surdité chez les anciens militaires en rencontrant plus de 2 000 d'entre eux. Elle est embauchée par Charles Skinner Hallpike, qui l'encourage à poursuivre une carrière en otologie, soit l'étude des maladies de l'oreille interne et de ses voies nerveuses centrales. Elle est une des pionnières de ce qui était une nouvelle branche de la médecine à l'époque.
Dix et Hallpike publient une série d'articles en 1952 dans le Journal de la Société royale de médecine et les Annales d'Otologie, Rhinologie et Laryngologie qui décrit les principales causes du vertige et comment les différencier, notamment les trois vertiges périphériques les plus courants : la maladie de Ménière, la neurite vestibulaire et le vertige paroxystique positionnel bénin. Plus de 100 patients sont étudiés et les auteurs décrivent en détail la manœuvre des « Lagerungs » (le test éponyme de Dix-Hallpike utilisé pour diagnostiquer le vertige positionnel paroxystique bénin). Depuis la description de Dix et Hallpike, il est devenu le test le plus utilisé dans le diagnostic de la lithiase canalaire semi-circulaire postérieure, avec une sensibilité et une spécificité estimées respectivement à 79 % et 75 %.
Dix devient docteur en médecine en 1957 et travaille à l'hôpital national jusqu'à sa retraite en 1976. Elle est l'auteur de plus de 100 publications dans le domaine de l'otologie (condition auditives, vestibulaires et neurologiques). Elle remporte le prix W.J. Harrison en otologie en 1954, le prix Dalby de la Royal Society of Medicine en 1958 et le prix Norman Gamble de la recherche en 1980.
Elle décède le 9 décembre 1991, à l'âge de 89 ans.

## Quelques publications
- Dix MR, Hallpike CS. The pathology, symptomatology and diagnosis of certain common disorders of the vestibular system. Proc Soc Med 1952;45:341-354[7]
- Dix MR, Hallpike CS. further observations upon the diagnosis of deafness in young children. Br Med J. 1952;(i):235-44.
- DIX MR. Loudness recruitment. Br Med Bull. 1956;12(2):119‐124. doi:10.1093/oxfordjournals.bmb.a069533
- Dix MR. Vertigo. Practitioner. 1973;211(263):295‐303.
- Dix MR, Leech J. The use of infra-red light in the evaluation of vestibular disorders. J Laryngol Otol. 1974;88(3):199‐206. doi:10.1017/s0022215100078580
- Ajodhia JM, Dix MR. Drug-induced deafness and its treatment. Practitioner. 1976;216(1295):561‐570.